# Sekundarstufe I

Bildungsgänge im deutschen Bildungssystem

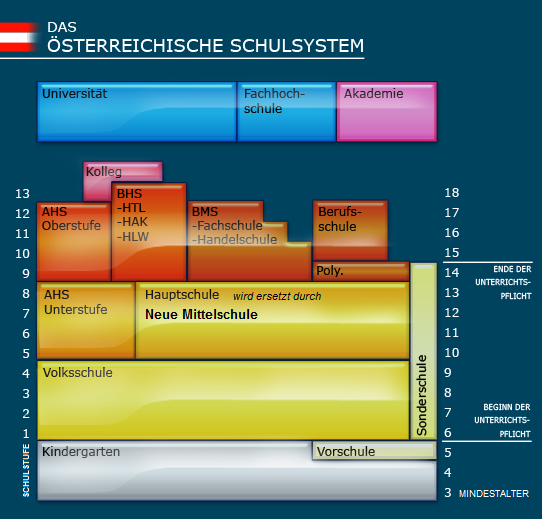
Die verschiedenen Schultypen in Österreich, systematische Gliederung, nach ISCED koloriert

Das Bildungssystem in der Schweiz (vereinfacht)

Die Sekundarstufe I umfasst die Schulstufen der mittleren Bildung, das entspricht dem Level 2 der ISCED. Sie umfasst den ersten Teil des Sekundären Bildungsbereichs.
In Deutschland gehören zur Sekundarstufe I
- die Hauptschule,
- die Realschule,
- die verbundene Haupt- und Realschule (in den Ländern unterschiedliche Bezeichnungen: Regionalschule, Regelschule (Thüringen), Sekundarschule, Mittelschule, Mittelschule (Sachsen), Oberschule (Brandenburg), Realschule plus, Erweiterte Realschule)
- die Gesamtschule, die Oberschule , die Stadtteilschule in Hamburg (jeweils bis einschließlich Klasse 10)
- die Klassenstufen 5 bis 9 bzw. 10 der Gemeinschaftsschule,
- das Gymnasium (bis einschließlich Klasse 9 bzw. Klasse 10) und
- die Sonderschule (Förderschule).

In Österreich die Schulstufen 5–8, siehe Bildungssystem in Österreich: Sekundarbildung Unterstufe.
Im Schweizer Bildungssystem gehören zur Sekundarstufe I die
- Oberstufenschule
- Bezirksschule,
- Sekundarschule und die
- Realschule,

und im Bildungssystem in Liechtenstein 
- die Oberschule,
- die Realschule und
- das Gymnasium bis einschließlich 10. Klasse.

Nach dem Abschluss einer dieser Schulen folgt die Sekundarstufe II in den weiterführenden Schulen oder berufsbildenden Schulen (Deutschland) oder Berufsschulen (Österreich, Schweiz).
Zur Sekundarstufe I in anderen Ländern siehe dort.